# Kosiny (gmina)
Kosiny (pocz. Kosiny Stare; od 1973 Wiśniewo) – dawna gmina wiejska istniejąca do 1954 roku w woj. warszawskim. Nazwa gminy pochodzi od wsi Kosiny, lecz siedzibą władz gminy było Wiśniewo.
W okresie międzywojennym gmina Kosiny należała do powiatu mławskiego w woj. warszawskim. Po wojnie gmina zachowała przynależność administracyjną. Według stanu z 1 lipca 1952 roku gmina składała się z 11 gromad.
Gminę zniesiono 29 września 1954 roku wraz z reformą wprowadzającą gromady w miejsce gmin. Jednostki nie przywrócono 1 stycznia 1973 roku po reaktywowaniu gmin, utworzono natomiast jej terytorialny odpowiednik, gminę Wiśniewo.